# The Flamin' Groovies
 (août 2019).
The Flamin Groovies est un groupe américain de rock fondé à San Francisco en 1965 par Ron Greco, Cyril Jordan et Roy Loney.
Son deuxième LP et véritable premier album, Supersnazz (1969), avec Jordan (guitare, chant), Loney (guitare, chant), George Alexander (basse, harmonica, chant), Tim Lynch (guitare, chant, harmonica) et Danny Mihm (batterie), contient des reprises de rock 'n' roll des années 1950 et des chansons plus mélodiques qui préfigurent la power pop des années 1970 — genre auquel les Flamin ' Groovies ont beaucoup contribué. Ils sortent leur second album en 1970 Flamingo et Teenage Head en 1971.
En 2013, Cyril Jordan, Chris Wilson et George Alexander se réunissent pour la première fois depuis 1981. Accompagné du batteur Victor Penalosa, le trio retourne en studio pour enregistrer des nouveaux morceaux et peaufiner d’anciens titres inachevés. Le groupe assure ensuite des concerts au Japon, en Australie, aux États-Unis, au Royaume-Uni et en France.

## Discographie sélective

### Albums
- Sneakers (1968, mini LP, réédité en vinyle par Line Music)
- Supersnazz (1969)
- Flamingo (1970, réédité en CD Buddha Records avec des bonus)
- Teenage Head (1971, réédité en CD Buddha Records avec des bonus)
- Live 1971 San Francisco (2017, LP, Rock Beat)
- Shake Some Action (1976, LP, Phonogram)
- Now (1978, LP, Sire)
- Jumpin' in the Night (1979, LP, Sire)
- One Night Stand (1987)
- Step Up (1991)
- Rock Juice (1992)
- Fantastic Plastic (2017)

### Compilations
- Still Shakin' (Buddah Records BDS 5683, 1976)
- Groovies' Greatest Grooves (1989)

### Singles
- Slow Death/Tallahassee Lassie  (1972)
- Married Woman/A Shot Of Rhythm And Blues (1972)
- Grease EP (1973)
- More Grease EP (1974)

## Formation
- Roy Loney : chant, guitare
- Cyril Jordan : lead guitare, chant
- Tim Lynch : guitare
- Danny Mihm : batterie
- George Alexander : basse
- Chris Wilson : guitare, chant